# Coremedia
CoreMedia AG – utworzona w 1996 r. spółka akcyjna, która jest światowym liderem oferującym standardowe oprogramowanie w zakresie systemów administrowania prawami do dokumentów cyfrowych (Digital Rights Management) i zarządzania zasobami informacyjnymi (Enterprise Content Management).

## Przedsiębiorstwo
Przedsiębiorstwo ma siedzibę w Hamburgu, a filie w Londynie, Nowym Jorku, Oslo i Singapurze. Przedsiębiorstwo zostało założone w 1996 r. pod nazwą Higher Order przez Sörena Stamera (obecnie Prezes Zarządu Spółki Akcyjnej), prof. Joachima W. Schmidta (obecnie przewodniczący Rady Nadzorczej), prof. Floriana Matthesa i Andreasa Gaweckiego jako tzw. firma odpryskowa (spin off) uniwersytetu w Hamburgu. Spółka nie jest notowana na giełdzie. Według własnych danych przedsiębiorstwa obrót w roku gospodarczym 2004/2005 wyniósł około 15 mln EUR. Do największych inwestorów należą Equitrust, Setubal (M. M. Warburg & CO), tbg i T-Venture. Zatrudnia ok. 130 pracowników.

## Produkty
CoreMedia AG rozpoczęła swą działalność od dystrybucji systemu zarządzania treścią serwisów internetowych (CMS). W ostatnich latach paleta oferowanych produktów rozszerzyła się o systemy zarządzania prawami do dokumentów cyfrowych (DRM). Produkt CoreMedia CMS jest jednym z czołowych systemów w Europie, a w dziedzinie mobilnych systemów DRM aplikacja CoreMedia DRM – według własnej oceny przedsiębiorstwa – wiedzie prym na rynku światowym.

### CoreMediaContent Management System
Produkt CoreMedia CMS to system zarządzania zasobami informacyjnymi (Enterprise Content Management), który znajduje zastosowanie w często odwiedzanych witrynach internetowych. Oprogramowanie jest napisane w języku Java i (według informacji samego producenta) umożliwia dowolne skalowanie pod względem technicznym (różne serwery) i treściowym (wielojęzyczne domeny lub domeny o różnej zawartości informacyjnej) oraz jest przystosowane do wielokanałowej dystrybucji treści. Przedsiębiorstwo podkreśla przede wszystkim walory użytkowe i ekonomiczność aplikacji. Największymi klientami są Bertelsmann, bild.de, Continental, Deutsche Telekom wraz z portalem www.t-online.de (T-Online), dpa oraz o2 (Germany). Oprócz tego system CoreMedia CMS został wybrany przez niemiecki rząd federalny na standardowy portal CMS wykorzystywany przez niemieckie władze państwowe i stał się podstawowym składnikiem szeroko rozpowszechnionego systemu zarządzania zasobami e-administracji (Government Site Builder) instytucji federalnych i krajowych.

### CoreMediaDigital Rights Management
Produkt CoreMedia DRM obejmuje szereg komponentów wymaganych do kompleksowego zarządzania dystrybucją chronionych treści cyfrowych. CoreMedia DRM opiera się na przemysłowych standardach OMA DRM 1.0, 2.0 i Windows DRM. Oprócz kompletnej platformy DRM dostępne są również oddzielne aplikacje jak serwer pakietów CoreMedia DRM (do generowania niezależnych plików i ich szyfrowania), serwer CoreMedia DRM ROAP (do ustanawiania praw, wraz z dodatkowymi funkcjami jak superdystrybucja) oraz klient CoreMedia DRM (do kompleksowego transferu plików do telefonów komórkowych i komputerów). Największymi klientami korzystającymi z systemów DRM są (na podstawie informacji producenta) Musicload, Nokia, Turkcell, VIVO i Vodafone.